# Ламберт (ледник)
Ледникът Ламберт (на английски: Lambert Glacier) е най-големият долинен ледник на Земята с дължина над 470 km и ширина от 30 до 120 km, разположен в Източна Антарктида, Земя Мак. Робъртсън и Земя принцеса Елизабет. Съдържа около 8% от сумарния лед на Антарктида.

## Географска характеристика

### Разположение
Ледникът Ламберт води началото си от Антарктическото плато на около 1700 m надморска височина, на около 74°30’ ю.ш. и 62° и.д. Тече на север в широка от 30 до 120 km долина между планината Принц Чарлз на запад и планината Ло на изток. Отляво (от запад), от планината Принц Чарлз в него се „вливат“ няколко големи (Мелор, Колинс – 18 km, Ейсен, Фишер – 160 km) и десетки по-малки ледници, които силно увеличават неговата големина и обем. Влива се в южната част на шелфовия ледник Еймъри в море Съдружество, част от Индоокеанския сектор на Южния океан.

### Глациоложки показатели
Дължината на ледника Ламберт надхвърля 470 km, а ширината му е от 30 до 120 km. Средната му скорост на течение е около 500 m годишно, а в най-долната му, „устиева“ част – до 1200 m годишно. В периферните части скоростта му е около 50 m/год., в подхранващите го странични ледници – до 250 m/год., в страничните му най-долни части – до 500 m/год., в горната тясна и в долната му част – около 1000 m/год. и в най-долната („устиева“) част – до 1200 m/год.

## Историческа справка
През 1947 г. американската антарктическа експедиция извършва множество полети над района и прави стотици аерофотоснимки. На базата на тях през 1952 г. американският географ и картограф Джон Роско извършва картиране на района и оконтурява границите на най-големия долинен ледник на Земята, който наименува Бейкър 3. През 1956 г. ледникът е детайлно изследван и топографски заснет от австралийската антарктическа експедиция, с ръководител Дъглас Леки и през 1957 г. Австралийският Комитет за географските названия в Антарктида, преименува ледника Бейкър 3 на ледник Ламберт в чест на Брус Ламберт, директор на Националната картографска служба на Австралия.